# Amar Kvakić
Amar Kvakić (* 30. Oktober 2002 in Graz) ist ein bosnisch-österreichischer Fußballspieler.

## Karriere

### Verein
Kvakić begann seine Karriere beim SC Seiersberg. 2011 kam er in die Jugend des Grazer AK. Zur Saison 2017/18 wechselte er in die Akademie der Kapfenberger SV. Im April 2019 spielte er erstmals für die fünftklassigen Amateure der KSV.
Im selben Monat stand er gegen den FC Blau-Weiß Linz erstmals im Kader der Profis von Kapfenberg, kam jedoch nicht zum Einsatz. Im Mai 2019 debütierte er schließlich in der 2. Liga, als er am 29. Spieltag der Saison 2018/19 gegen den SV Horn in der 85. Minute für Lukas Skrivanek eingewechselt wurde. In drei Spielzeiten bei den Profis der KSV kam er zu insgesamt 41 Einsätzen in der 2. Liga.
Zur Saison 2021/22 wechselte der Innenverteidiger in die Ukraine zum Erstligaaufsteiger Metalist 1925 Charkiw. In Charkiw kam er bis zur Winterpause allerdings nur zu einem Kurzeinsatz in der Premjer-Liha. Daraufhin kehrte er im Jänner 2022 leihweise nach Österreich zurück und schloss sich dem Floridsdorfer AC an. Beim FAC spielte er jedoch ebenfalls keine Rolle und kam nur zu zwei Kurzeinsätzen in der 2. Liga.
Zur Saison 2022/23 kehrte er nicht mehr in die Ukraine zurück, sondern wechselte nach Bosnien zum FK Velež Mostar, bei dem er einen bis Juni 2024 laufenden Vertrag erhielt.
Im Sommer 2023 wechselte er zu FC Universitatea Craiova. Im Januar 2025 verließ er den Verein wieder uns ist aktuell vereinslos.

### Nationalmannschaft
Der gebürtige Österreicher Kvakić debütierte im Februar 2019 gegen Slowenien für die bosnische U-17-Auswahl. Im selben Jahr kam er auch für die U18 und U19 Bosniens zum Einsatz.